# Cleveland, Georgia
Cleveland är administrativ huvudort i White County i Georgia. Cleveland är säte för Truett McConnell University. Orten hade 3 410 invånare enligt 2010 års folkräkning.